# 寺田秀穂
寺田 秀穂（てらだ ひでほ、年齢非公開）は、日本の小説家。北海道在住。

## 経歴
鹿追町生まれ。本名は長屋 昌徳（ながや まさのり）。帯広畜産大学草地畜産専修を修了後、岩見沢市の畜産専門会社に40年近く勤務。2020年、株式会社太陽（札幌市）が発刊する道民雑誌「月刊クォリティ」において小説『蝦夷を吹き抜けた風』の連載を開始。2022年より、株式会社ピコハウスが運営する「げんごや」において小説『炭山の御神木』『旅人』『大地に立つ』『俺だっておめい』『冥界へ行った男』やエッセイを公開。

## 著書
- 蝦夷を吹き抜けた風
- 炭山の御神木
- 旅人
- 大地に立つ
- 俺だっておめい
- 冥界へ行った男